# Залізний
Залізний (рос. Железный, пол. Zielony) — гірська річка в Україні, у Рогатинському районі Івано-Франківської області на Опіллі. Правий доплив Гнилої Липи, (басейн Дністра).

## Опис
Довжина потоку 7 км, найкоротша відстань між витоком і гирлом — 4,46  км, коефіцієнт звивистості потоку — 1,57. Формується безіменними струмками.

## Розташування
Бере початок під горою Могила (408 м). Тече переважно на південний схід через листяний ліс і у селі Липівка впадає у річку Гнилу Липу, ліву притоку Дністра.

## Цікавий факт
- У селі Липівка струмок перетинає автошлях Т 1417[4].